# Lirika
Lirika ili lirsko pjesništvo je književni rod kojem pripadaju književna djela u kojima su iskazani osjećaji, misli i doživljaji. Lirska pjesma je književno djelo napisano u stihovima ili prozi u kojemu su odabranim i umjetnički oblikovanim riječima iskazani doživljaji, osjećaji i misli. Lirika je kraće književno djelo napisano u stihovima koja može biti umjetnička i narodna.

## Počeci lirike
U staroj Grčkoj riječ lirika (grč. lyra – žičano glazbalo) označavala je pjesme pjevane u pratnji lire. Prvi put se kao naziv roda javlja u 1. st. pr. Kr. Prvi poznati liričari su Alkej i Sapfa (7. – 6. st. pr. Kr).

## Tematska podjela lirike po temi
Tema je ono o čemu se u djelu radi. Svoje osjećaje u pjesmi progovara lirski subjekt.
- ljubavna – izražava ljubavne osjećaje (ljubav, ali i ljubavnu čežnju, patnju, ljubomoru i sl.)
- domoljubna – izražava osjećaje ljubavi i privrženost domovini
- rodoljubna – izražava osjećaje i ljubav prema narodu.
- socijalna – oslikavanje siromašne sredine, društvene nepravde i problema, npr. ovisnosti, kriminala, bolesti i sl.; izražava žalost i sućut, ali nerijetko i bijes i ljutnju
- pejzažna – putem krajolika pjesnik izražava svoja unutarnja raspoloženja, ujedno se i divi krajoliku
- misaona – refleksivno, duboko promišljanje o tome što je čovjek, koja je njegova uloga ili smisao života, što su vrijednosti života
- duhovno–religiozna – izražava vjerske osjećaje
- pjesma u prozi – ima sve što sadrži lirska pjesma, samo nije u formi stiha, a njome se može izraziti svaka tema, bilo kojim stilskim figurama i ritmom
- dijalektalna lirska pjesma – pjesma napisana na narječju nekog kraja te tako pjesnik izražava svoju ljubav prema tom kraju; najčešće je to pjesnikov rodni kraj
- intimna – pjesma u kojoj su izraženi pjesnikovi duboki osjećaji i doživljaji
- šaljiva lirska pjesma – pjesma u kojoj je neki događaj opisan na šaljiv način

## Tradicionalna podjela lirike po obliku
- himna (hvalospjev) – pjesma svečanog i ozbiljnog tona, polagana ritma posvećena osobi ili pojavi kojoj se iskazuje poštovanje, divljenje; može biti posvećena božanstvu, državi, narodu
- oda – zanosna pjesma svečana tona posvećena zaslužnim osobama i važnim temama
- epitaf – prvobitno je značio samo natpis na grobu, a s vremnom je postao kratka sentencija o životu i ljudskoj sudbini
- epigram – kratka pjesma duhovita i satirična tona s neočekivanim zaključkom; najkraći i najoštriji oblik misaone lirike
- elegija (tužaljka) – pjesma u kojoj se izražava žaljenje za nečim nepovratnim ili nedostižnim
- ditiramb – pjesma vedra tona koja slavi prirodu i životne radosti
- idila – pjesma s temom života u prirodi, najčešće pastirskoga

## Sastavnice lirske pjesme
- tema – najapstraktniji dio sadržaja; često je izrečena već u naslovu pjesme
- motivi – najmanje tematske jedinice u pjesmi
- stilske figure – postupci kojima se postižu različiti stilski efekti: personifikacija, onomatopeja, hiperbola, anafora, elipsa, metafora, metonimija i dr.
- ritam – gradi se oslanjanjem na duljinu i broj slogova, naglaske, zvučne figure i dr.
- rima – glasovno podudaranje na završetku stihova
- odabir riječi
- oblik strofe
- oblik stiha
- poanta – glavna misao
- stih – ritmička, zvukovna, sintatička i značenjska cjelina
- kompozicija – kompozicija je način na koji se motivi lirske pjesme međusobno povezuju u određene cjeline
- asonanca – glasovna figura koja nastaje ponavljanjem istih samoglasnika radi postizanja zvukovnog ugođaja, ritma ili glasovnih efekata
- aliteracija – glasovna figura koja nastaje ponavljanjem istih ili zvukovno sličnih suglasnika